# Roulé (percussions)
Cet article concerne la technique musicale. Pour les autres significations, voir Roulé (homonymie).
 (février 2015).
Le roulé (par opposition au frisé) est une technique de frappe en percussions qui consiste à enchaîner au moins deux coups de baguette de la même main. Un roulement est alors l'enchaînement de plusieurs roulés de la main gauche et de la main droite.